# Guerao de Peguera y de Berardo
Guerao de Peguera y de Berardo (en catalán: Gerau de Peguera i de Berardo) (Principado de Cataluña?-Pamplona, 1716), primer marqués de Foix, fue un militar, capitán de la Coronela de Barcelona durante la Guerra de Sucesión Española.

## Biografía
Asistió a las Cortes de Barcelona de 1701-2 y en las de 1705. En las primeras, se opuso al juramento de Felipe V como rey de Aragón. Luchó en el bando del archiduque Carlos de Austria, y participó en la defensa de Barcelona de 1713-14 en su calidad Capitán de la Coronela de Barcelona. Por su fidelidad al Archiduque y a su causa, éste le otorgó el título de marqués de Foix, el 3 de enero de 1711.
Desde que casó, con María de Aymerich y de Argençola, firmaba como "Guerao de Peguera-Aymerich y Berardo". Tuvo tres hijos: Antonio de Peguera y de Aymerich, que nació primogénito en 1682 y falleció en 1707, en Valencia, a causa de heridas contraídas en batalla durante la Guerra de Sucesión, premuriendo a su padre (fallecido en 1716). Luis de Peguera y de Aymerich, primer conde de Peguera (otorgado en 1708), falleció en combate en el Gurb de Cuenca. Y José Francisco de Peguera y de Aymerich (fallecido hacia 1746, aprox.), segundo marqués de Foix, barón consorte de Montnegre y señor de Torrelles. Capitán de la Coronela de Barcelona.
Guerao de Peguera procedía de una familia noble de Torrellas de Foix, Barcelona, linaje que se remonta a su tatarabuelo Guillermo de Peguera y de Montbui, quien  casó con la pubilla María Graida de Cruïlles y de Vilafranca, señora de Foix y de la cuadra de Torrelles de Foix, iniciando así el linaje de "Peguera, de Torrelles".
Falleció en la Ciudadela de Pamplona en 1716.